# Barthélemy Louis Joseph Schérer

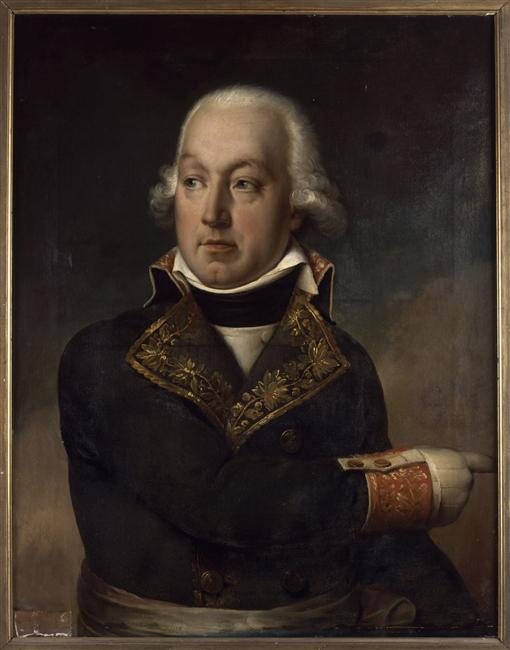
Barthelemy L Joseph Schérer. Retrato de Jean-Baptiste Paulin Guérin

Barthélemy Louis Joseph Schérer (18 de dezembro de 1747 - 19 de agosto de 1804), nascido em Delle, perto de Belfort, tornou-se general francês durante as Guerras Revolucionárias Francesas e em três ocasiões liderou exércitos em batalha.

## Início da carreira
Schérer serviu no exército austríaco muito antes da Revolução, mas desertou para a França em 1775. Em 1780, Schérer tornou-se major em um regimento de artilharia estacionado em Estrasburgo. Ele ingressou no serviço holandês em 1785 como major na Légion de Maillebois. Em 1790 foi dispensado do serviço holandês com o posto de tenente-coronel.

## Revolução Francesa
Ele retornou à França em 1791 e em 1792 foi nomeado capitão do 82º Regimento de Infantaria, servindo como ajudante de campo do General Jean de Prez de Crassier na Batalha de Valmy. Em 1793 ele serviu como ajudante de campo sênior do general Alexandre de Beauharnais no Reno. Em 1794, Schérer foi promovido ao posto de général de division e comandou uma divisão no Exército do Sambre e do Mosa, servindo com distinção na Batalha de Aldenhoven. Em 3 de maio ele se casou com Marie Françoise Henriette Caroline Müller em uma cerimônia civil em Delle no Franche-Comté. Em 3 de novembro de 1794, ele foi nomeado comandante do Exército da Itália antes de sua transferência para comandar o Exército dos Pirenéus Orientais em 3 de março de 1795. Em 14 de junho, um exército espanhol de 35 000 homens derrotou os 25 000 homens de Schérer na batalha em Bàscara em Província da Catalunha na Espanha.
Em 31 de agosto de 1795, ele foi novamente enviado à Itália para substituir François Christophe Kellermann como comandante-chefe do Exército da Itália. Como comandante do Exército da Itália, Schérer venceu a Batalha de Loano (de 22 a 24 de novembro de 1795) contra um exército austríaco, mas falhou em explorar sua vantagem devido à sua própria cautela e ao clima de inverno. Ele foi destituído do comando deste exército em 23 de fevereiro de 1796 e substituído por Napoleão Bonaparte. Schérer ficou desempregado por vários meses até ser nomeado Inspetor-Geral de Cavalaria, primeiro do Exército do Interior e depois do Exército do Reno e do Mosela.

## Guerra da Segunda Coalizão
Schérer serviu como Ministro da Guerra da França de 22 de julho de 1797 a 21 de fevereiro de 1799. Quando a Guerra da Segunda Coalizão estourou, Schérer recebeu novamente o comando do Exército da Itália. Ele venceu um confronto inicial em Pastrengo em 26 de março. Mas se mostrou incapaz de impedir o avanço russo-austríaco. Ele foi derrotado pelo general austríaco Pál Kray na Batalha de Magnano em 5 de abril. "Schérer entrou nesta batalha sem formar uma reserva e, portanto, não foi capaz de reagir à crise ou às oportunidades de forma eficaz". Forçado a se retirar para trás do rio Mincio, ele entregou o comando a Jean Moreau. Por causa da perda da Itália, ele foi forçado a comparecer perante uma comissão de inquérito. Depois de obter a absolvição, ele retirou-se para a vida privada em sua propriedade em Chauny, na Picardia, onde morreu em 1804.